# San Cibrao de Las-i romok
Az ókori eredetű San Cibrao de Las-i romok (más néven A Cidade, vagyis „a város”) a spanyolországi Galiciában, Ourense tartományban találhatók. Az egykori erődített település maradványai ma régészeti parkként szolgálnak, a turisták számára is látogathatók.

## A romok
A kivételesen jó állapotban fennmaradt ókori romegyüttes a Miño és a Barbantiño folyók összefolyásának közelében, mintegy 10 hektáron terül el: a terület hossza észak–déli irányban 384 m, nyugat–keleti irányban 314 m. Az egykori települést erődített kőfalak és egy árok védte. Két koncentrikus körből állt, a belső, szintén falak által védett, magasabban fekvő övezet, az úgynevezett croa kisebb (mindössze 0,86 hektár) területű, a nagyobb övezetben találhatóak a lakóépületek maradványai. Az egész területet egyetlen kövezett út szeli át nyugat–keleti irányban, a településen egy kutat is feltártak. A kör alaprajzú tornyok által övezett bejáratokon lépcsőn keresztül lehetett bejutni, ez pedig megakadályozta a kocsik behajtását.
A romterülettől nyugatra felépült egy 2900 m²-es látogatóközpont is. Földszintjén található a recepció, kiállítótermek, tantermek, raktárak, a kutatók szobája, egy vendéglő és egy üzlet, míg az emeleten irodákat és egy könyvtárat rendeztek be.

## Története
Az erődített települést az időszámításunk előtti 2. századtól körülbelül 400 éven át lakták, bár maradtak fenn nyomok a 3–5. századból is. A castrók korának végéről származó település, a korábban épült castrókkal ellentétben már nem csak kis, kör alaprajzú épületeket tartalmaz, hanem (római hatásra) téglalap alaprajzúakat is. Eredeti nevét a szakirodalomban többféleképpen is írják: Lanobriga, Lansbriga, Lansbrica és Alaniobriga, illetve spanyolos változatban Lámbrica. Egy itt talált oltár felirata a LAMBRICA szót tartalmazza.
A romoknál az első ásatásokat 1922 és 1925 között végezték, ekkor bukkantak rá több épület, a kút és a védőfal egyes részeinek nyomaira. A 20. század során folytatódó feltárások során számos tőrt, hajdíszeket, nyakékeket, gombostűket és pénzérméket is találtak, ezek egy része az ourensei tartományi régészeti múzeumban látható.

## Képek

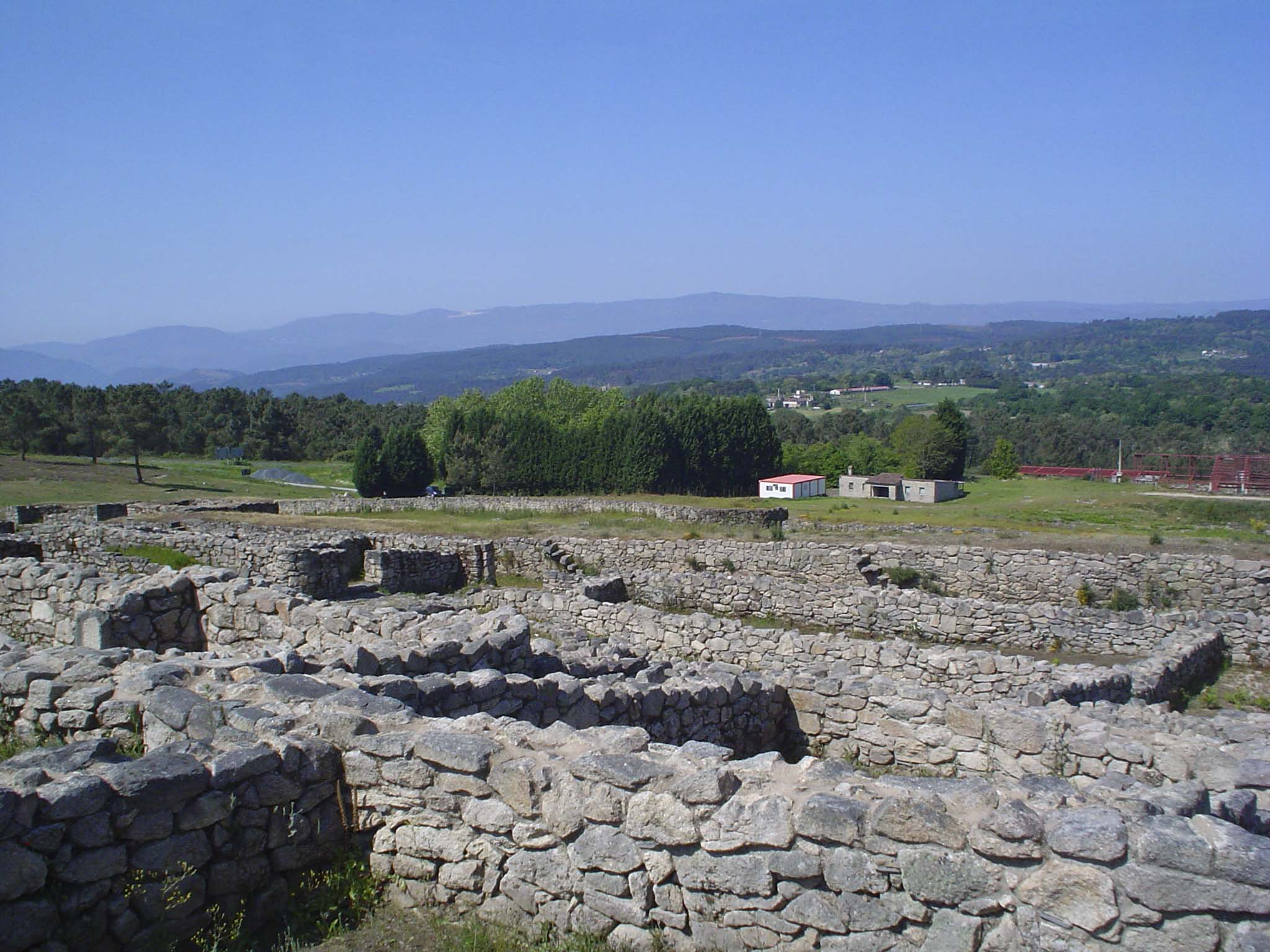
A romok
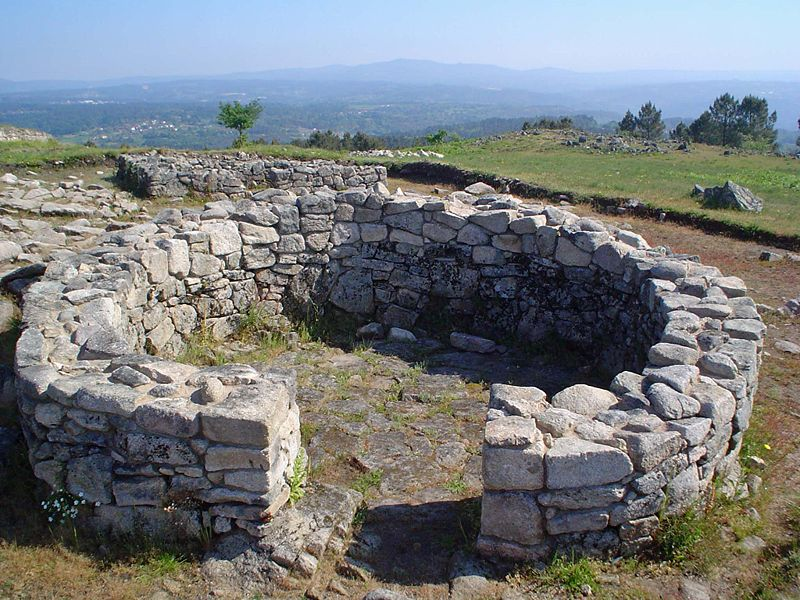
Egy kör alakú ház maradványa
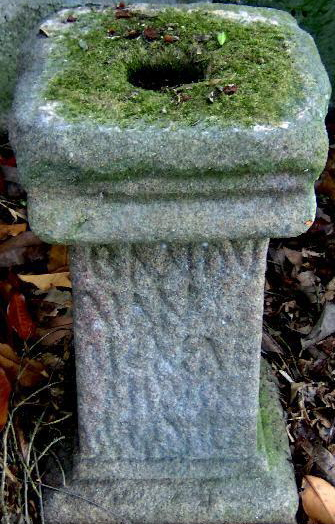
Oltár
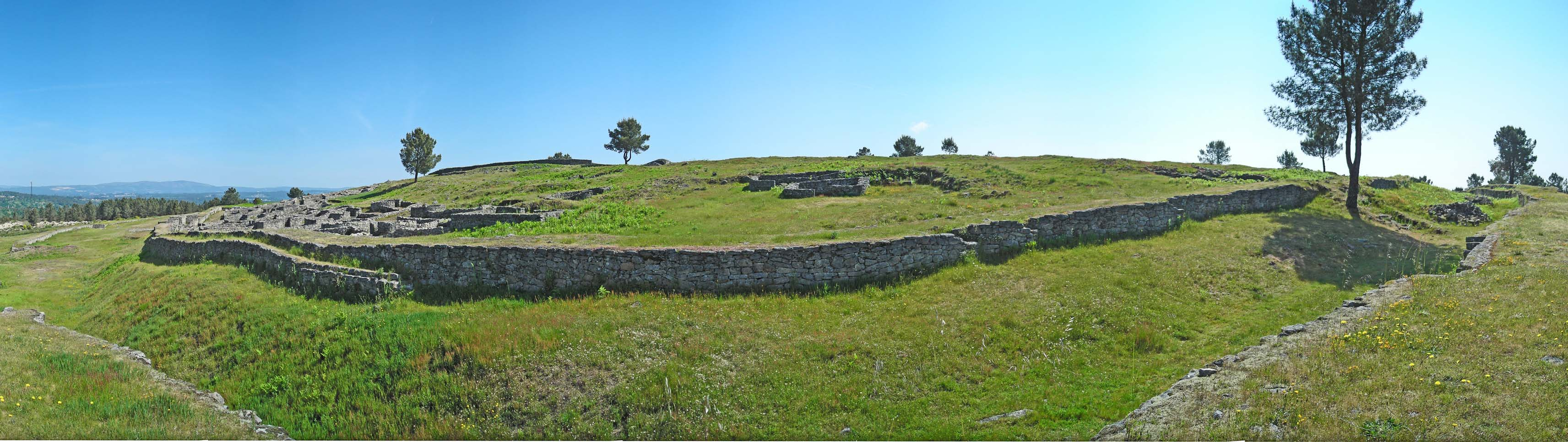
A déli rész látképe